# بومهره احمد (شهرداری)
بومهره احمد (شهرداری) (به عربی: بومهرة أحمد) یک شهرداری در الجزایر است که در استان قالمه واقع شده‌است. بومهره احمد ۱۵٬۲۷۳ نفر جمعیت دارد.